# Скотт, Фредрик
Фредрик Демонд Скотт (англ. Fredrick Demond Scott; 18 ноября 1994, Канзас-Сити, штат Миссури) — американский преступник, который является основным подозреваемым в совершении 6 убийств на территории города Канзас-Сити, совершенных в период с 19 августа 2016 по 13 августа 2017 года. Мотивом совершения убийств по версии следствия послужил черный расизм.

## Биография
Фредрик Скотт родился 18 ноября 1994 года в городе Канзас-Сити. Уже в раннем детстве у Скотта были выявлены признаки психического расстройства. Согласно свидетельству его матери, в начале 2000-х годов Фредрику был поставлен диагноз параноидная шизофрения. В связи с этим обстоятельством, Скотт был вынужден посещать специальную коррекционную школу «Center Alternative School», где обучались дети с отклонениями в развитии. В 2013 году он был  арестован по обвинению в нападении на свою мать, но вскоре оказался на свободе, так как его мать изменила свои первоначальные показания. В 2014 году, Фредрик был замечен в публичных высказываниях о идее превосходства афроамериканцев над белыми и необходимости совершения массовых убийств. Незадолго  до окончания школы он публично заявил о том, что вдохновившись событиями массового убийства в школе «Колумбайн» - планирует совершить подобный инцидент, убив учеников и персонал своей школы. После этого Скотт был арестован. Он был исключен из школы и привлечен к уголовной ответственности за публичные призывы к осуществлению террористической деятельности или публичное оправдание терроризма получив 180 дней лишения свободы. 14 декабря того же года его сводный брат - 23-летний Джеррод Вудс вместе с другим мужчиной был застрелен во время ограбления другим чернокожим жителем Канзас-Сити 20-летним Джимми Верджем. Отбыв уголовное наказание, он вернулся в школу, которую окончил летом 2015 года. Смерть брата сильно повлияла на психоэмоциональное состояние Фредрик Скотта, в результате чего он начал демонстрировать признаки агрессивного поведения по отношению к окружающим. После окончания школы он вынужден был заниматься низкоквалифицированным трудом, периодически совершая кражи. В 2016 году Скотт был арестован за совершение одной из краж, был осужден и получил в качестве наказания несколько месяцев лишения свободы.

## Серия убийств
В качестве жертв преступник выбирал белых мужчин и женщин пожилого возраста, которых расстреливал из пистолета. Все жертвы были расстреляны. Все убийства произошли в пределах бетонной тропы под названием «Индиан Крик» (англ.: Indian Creek trail). Извилистая тропа протяженностью 26 миль расположена в южной части Канзас-Сити и пользуется популярностью среди населения города, так как вокруг тропы расположено много парков и полян.
По версии следствия первое убийство Фредрик Скотт совершил 19 августа 2016 года. Жертвой стал 54-летний Джон Палмер, шеф-повар местного кафе. Тело Палмера было обнаружено  в лесу недалеко от тропы Индиан-Крик со следами множественных огнестрельных ранений. В ходе расследования следствие установило что Палмер был застрелен в другом месте, после чего по неизвестным причинам убийца перетащил его труп в ту часть леса, где оно было впоследствии обнаружено. В нескольких метрах от места обнаружения тела жертвы, в траве были найдены две гильзы от пистолетного патрона калибра 9 мм и красная рубашка с пятнами крови. Предмет одежды был отправлен в криминалистическую лабораторию, где было установлено, что на пятна крови на рубашке принадлежат Джону Палмеру. Кроме пятен крови, на рубашке был обнаружен еще один источник неизвестной ДНК, который по версии следствия принадлежал убийце.
Следующей жертвой стал 67-летний Дэвид Леннокс. Около 10:51 27 февраля 2017 года, полиция Канзас-Сити явилась на территорию социально-жилищного комплекса  «Уиллоу-Крик» после сообщения о стрельбе. Дэвид Леннокс был обнаружен с пулевым ранением в затылок возле своего дома, расположенного недалеко от тропы Индиан-Крик. Во время совершения убийства Леннокс находился на улице и выгуливал свою собаку, которая находилась рядом со своим хозяином, когда прибыла полиция. В ходе осмотра места происшествия под телом жертвы была обнаружена гильза. Впоследствии на основании результатов криминалистической экспертизы было установлено, что Дэвид Леннокс также был убит из пистолета калибра 9 мм.
Два месяца спустя, 4 апреля 2017 года был застрелен 57-летний Тимоти Райс который был бездомным и проживал на территории одного из парков недалеко от тропы Индиан-Крик. Райс погиб от множественных огнестрельных ранений. Возле его тела было обнаружено несколько 9-миллиметровых гильз. 5 мая того же года Скотт по версии следствия совершил очередное убийство. Очередной жертвой 61-летний Майк Дарби, владелец ресторана, который был застрелен выстрелом в затылок недалеко от тропы Индиан-Крик. В ходе расследования этого убийства, следователи установили что на этот раз преступник в качестве орудия убийства использовал пистолет 22-го калибра. 19 июля 2017 года была застрелена 64-летняя Карен Хармейер. Женщина была бездомной и проживала вместе с друзьями в одной из палаток на окраине одного из парков, расположенного вблизи тропы Индиан-Крик. Последней жертвой Фредрика Скотта по версии следствия стал 57-летний Стивен Гиббонс, который возвращался с ежедневной пробежки домой и был застрелен недалеко от центра города возле одного из кладбищ.

## Арест и разоблачение
Во время расследования убийства Стивена Гиббонса следствием были изучены видеозаписи камер видеонаблюдения. На запись одной из камер видеонаблюдения, расположенной в южной части  Канзас-Сити на 67-й улице  попал Стивен Гиббонс, который выходил из автобуса недалеко от кладбища. Из передней двери автобуса вместе с Гиббонсом вышел высокий молодой чернокожий мужчина, одетый в белую футболку, черные брюки и красные кроссовки, волосы которого были заплетены в косы. Он последовал за Гиббонсом, держа в руках пластиковую бутылку с холодным чаем. После того как произошло убийства, молодой чернокожий человек снова попал под видеозапись камеры видеонаблюдения бегущим по 67-й улице в противоположном направлении. В ходе расследования недалеко от места убийства была обнаружена  пластиковая бутылка для чая со льдом, похожая на ту, которую держал в руках подозреваемый в убийстве. После изучения видеозаписей, полицией был составлен фоторобот подозреваемого. В ходе расследования, полиция изучила расписание движения автобусов и видеозаписи с различных камер видеонаблюдения. На более ранее сделанной видеозаписи с камеры видеонаблюдения, расположенной  на заправочной станции рядом с автобусной остановкой на другой улице подозреваемый снова был замечен покупающим  тот же напиток, с которым он был замечен во время совершения убийства Гиббонса. 16 августа Фредрик Скотт был идентифицирован в качестве подозреваемого на основании фоторобота одним из сотрудников правоохранительных органов на одной из улиц Канзас-Сити. После проверки документов, офицер полиции подобрал окурок от сигареты, который Скотт выбросил во время разговора с полицейским. Вскоре окурок был доставлен в полицейский участок и подвергнут судебно-криминалистической экспертизе, в ходе которого со слюны Фредрика Скотта была получена его ДНК. В ходе ДНК-анализа, генотипический профиль Фредрика Скотта совпал с профилем преступника, который оставил свою ДНК на брошенной бутылке чая со льдом и на красной рубашке, найденной рядом с трупом Джона Палмера в августе 2016 года.
Скотт был арестован 30 августа 2017 года. Он был доставлен в полицейский участок и подвергся допросу. Столкнувшись с уликами, он признался в совершении убийств Гиббонса и Палмера. Скотт заявил полиции, что он шел в гости к другу, который проживал на 67—й улице — когда он застрелил Гиббонса. Также он признался, что застрелил Палмера годом ранее и оттащил тело с тропы в ближайшие заросли. Он отказался признать свое причастие к совершению убийству Ленокса, но вынужденно признал что в тот день находился рядом с жилищным комплексом  Уиллоу-Крик, где проживал его друг. Полиция установила, что Скотт в период с августа 2016 года по август 2017 года приобрел четыре пистолета, три из которых были калибром 9 мм. Фредрик Скотт признал этот факт, но заявил что все пистолеты были у него украдены в течение 2017 года. Скотт также подтвердил, что он был человеком, пойманным на видеозаписи камер видеонаблюдения в районе и в тот день, когда был убит Майк Дарби. Кроме того, он заявил на допросе, что много времени проводил в районах, расположенных рядом с тропой Индиан-Крик. В конечном итоге в марте 2018 года Фредрику Скотту было предъявлено обвинение в совершении 6 убийств.

## Суд
В преддверии судебного процесса его адвокаты подали ходатайство на проведение судебно-психиатрической экспертизы для установления способности Скотта правильно воспринимать происходящие события и давать о них показания, которое было удовлетворено. По результатам судебно-психиатрической экспертизы Фредрик Скотт был признан невменяемым и неспособным  предстать перед судом по состоянию здоровья, на основании чего ему в июне 2021 года было назначено принудительное лечение в одной из психиатрических клиник Канзас-Сити.